# Pampa (cavalo)
O cavalo pampa é uma raça de cavalos originária do Brasil e que (a exemplo da raça americana Paint Horse) recebeu este nome devido à sua característica pelagem malhada, conhecida como pelagem pampa.

## Características
O padrão da raça é estabelecido pela Associação Brasileira de Criadores do Cavalo Pampa (ABC Pampa) que foi fundada em 1993 e conta com mais de 35.800 animais registrados em seu Stud Book e 2875 associados, sendo 1020 considerados ativos e regulares. O principal objetivo da associação é o aprimoramento do cavalo Pampa com aptidão esportiva e de lazer, sendo aceitos cavalos de origem em diversas raças. A base da formação é a de um cavalo de padrão morfológico internacional para sela, preservando as modalidades de andamento.

### Aparência
Possui pelagem pampa conjugada, com as pelagens sólidas contidas no regulamento, sendo que o animal deverá ter no mínimo uma área de pelos brancos sobre pele despigmentada medindo em torno de 100 cm², podendo ser composta de, no máximo, duas manchas formando a área total. Os machos devem possuir altura mínima de 1,45 m na cernelha; enquanto que as fêmeas devem possuir altura mínima de 1,40 m na cernelha. O peso médio de um cavalo Pampa é de cerca de 500 Kg.

### Andamento
Dividido em cinco categorias:
- Marcha batida: andamento dissociado a quatro tempos bem definidos e quatro batidas que se aproximam duas a duas na sonoridade.  Há predominância dos avanços dos bíceps em diagonal e momentos de tríplice apoio.
- Marcha picada: andamento igual à da Marcha batida, porém, há predominância dos avanços dos bíceps em lateral e momentos de tríplice apoio.
- Marcha de centro(intermediária): andamento dissociado a quatro tempos bem definidos e quatro batidas, com espaçamento aproximadamente iguais, com momentos de tríplice apoio e em que não se evidencia predominância do deslocamento dos bíceps em diagonais ou laterais.
- Marcha trotada: andamento de avanços diagonais sincronizados, em dois tempos, em que não se observa nitidamente o momento de suspensão para troca dos apoios.
- Trote: andamento de avanços diagonais sincronizados, em dois tempos, em que se observa nitidamente o momento de suspensão para a troca dos apoios.